# لا تزيديه لوعة (ألبوم)
لا تزيديه لوعة هو ألبوم للفنان العراقي كاظم الساهر، إنتاج شركة روتانا سنة 2011. تميز هذا الألبوم بالتنوع الكبير في أغانيه وبوجود أسماء شعراء كبار فيه مثل بدر شاكر السياب.

## أغاني الالبوم
- أبو العيون السود. كلمات: كاظم السعدي اعداد: كاظم الساهر توزيع:حسام كامل
- دلع النساء. كلمات: كريم العراقي. ألحان: كاظم الساهر توزيع: كريم عبد الوهاب
- الحب. كلمات: كاظم السعدي. ألحان: كاظم الساهر توزيع:عمرو عبد العزيز
- يا سيدي المحترم. كلمات:الأمير فيصل. ألحان: محمد شفيق توزيع:د.فتح الله احمد
- حبيبتي مرت. كلمات: فزاع. ألحان: فايز السعيد توزيع: وليد فايد
- لا تزيديه لوعة. كلمات: بدر شاكر السياب. ألحان: كاظم الساهر توزيع: د.فتح الله احمد
- خلاص اليوم. كلمات: داوود غنام. ألحان: كاظم الساهر توزيع: أسامة الهندي
- ماذا بعد. كلمات: د.حنين عمر. ألحان: كاظم الساهر توزيع: د.فتح الله احمد
- ما حبك بعد. كلمات وألحان: كاظم الساهر توزيع: حسام كامل
- أثاري الزعل. كلمات وألحان: كاظم الساهر توزيع: هشام نياز
- جالسة لوحدك. كلمات وألحان: كاظم الساهر توزيع: هشام نياز
- السور. كلمات: الأمير بدر بن عبد المحسن. ألحان: محمد شفيق
- حيارى يا زمن. كلمات: كريم العراقي. ألحان: كاظم الساهر توزيع:د.فتح الله احمد